# 木曽三川

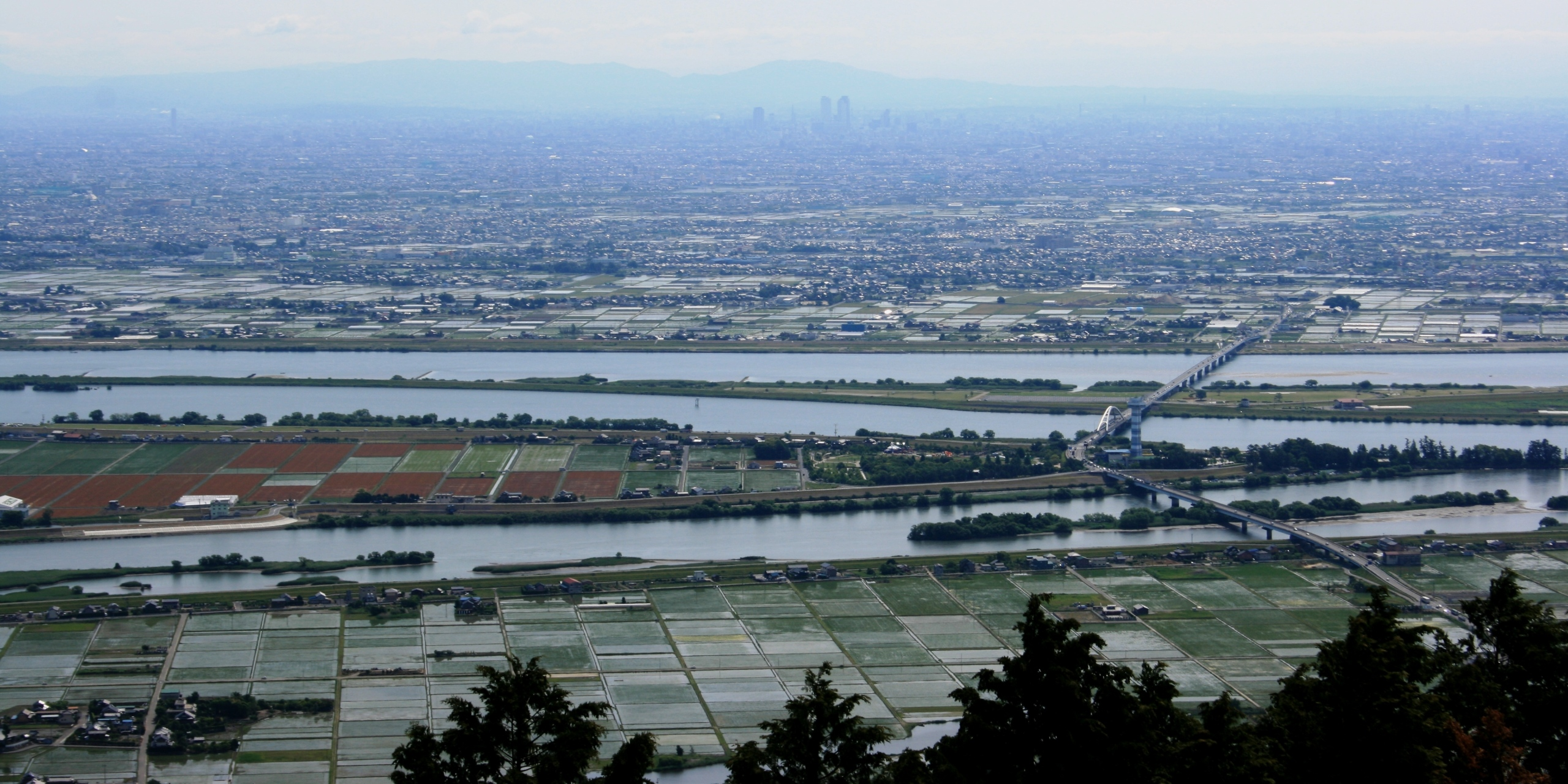
多度山から望む木曽三川
（手前から揖斐川、長良川、木曽川）

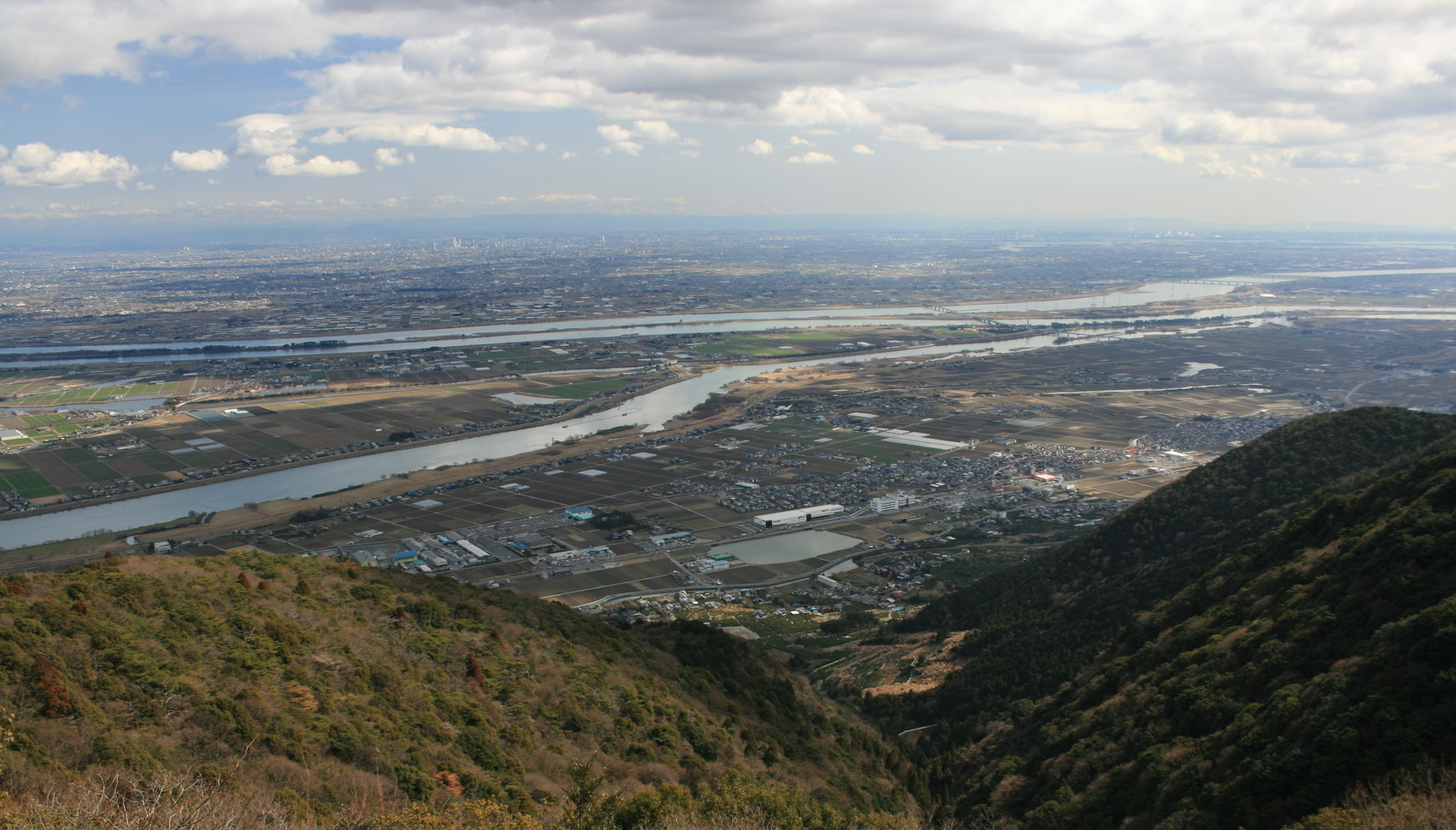
多度山縦走路から望む木曽三川
（手前から揖斐川、長良川、木曽川）

木曽三川（きそさんせん）は、濃尾平野を流れる木曽川、長良川、揖斐川の3つの川の総称である。

## 概要
濃尾平野を流れる大河の揖斐川、長良川、木曽川全ては木曽川水系に含まれ、木曽三川とも濃尾三川とも呼ばれる。木曽三河と表記する資料もある。様々な場所から発したこれら三川は濃尾平野では、地理学的に濃尾傾動運動によるその一番低い西端を流れて伊勢湾へそそぐ。長良川と揖斐川は、伊勢大橋と揖斐長良大橋の中間付近で合流して一つの川となる。立田大橋と長良川大橋の南側の木曽川と長良川に囲まれた地域は、輪中を代表する地域となっている。各地域に国が、国営木曽三川公園を整備している。

## 歴史
かつて、この三本の川は、下流部で合流・分流を繰り返し、川幅も広く、たびたび水害を起こしていた。そのため、木曽三川の下流域の渡河は難しく、織田信長の伊勢侵攻も美濃から南下する作戦が採られ、東海道五十三次においても七里の渡し（またはその代替となる三里の渡し・十里の渡し）による渡海を必要とした。このため、江戸時代以降何度となく改修が行われてきた。有名なものは薩摩藩が行った宝暦治水とオランダ人技師ヨハニス・デ・レーケらによる木曽三川分流工事である。木曽三川公園センターの南には、その際に松が植えられ千本松原と呼ばれている。各地で渡し船（葛木渡船、森下渡船、日原渡船など）があったが、橋の建設による道路の開通に伴い順次廃止されている。3つの河川が最も密集する箇所は、愛知県道・岐阜県道・三重県道125号佐屋多度線の立田大橋、長良川大橋、油島大橋が連なる箇所付近である。